# Talsperre Vigia
Die Talsperre Vigia (portugiesisch Barragem da Vigia) liegt in der Region Alentejo Portugals im Distrikt Évora. Sie staut den Ribeira do Vale de Vasco, einen rechten (westlichen) Nebenfluss des Guadiana zu einem Stausee (port. Albufeira da Barragem da Vigia) auf. Die Kleinstadt Redondo befindet sich ungefähr neun Kilometer nordöstlich der Talsperre.
Mit dem Projekt zur Errichtung der Talsperre wurde im Jahre 1972 begonnen. Der Bau wurde 1981 fertiggestellt. Die Talsperre dient der Trinkwasserversorgung. Sie ist im Besitz der Associação de Beneficiários da Obra da Vigia.

## Absperrbauwerk
Das Absperrbauwerk ist ein Staudamm mit einer Höhe von 30 m über der Gründungssohle (26,25 m über dem Flussbett). Die Dammkrone liegt auf einer Höhe von 226,25 m über dem Meeresspiegel. Die Länge der Dammkrone beträgt 300 m und ihre Breite 10 (bzw. 10,25) m. Das Volumen des Staudamms umfasst 284.000 m³.
Der Staudamm verfügt sowohl über einen Grundablass als auch über eine Hochwasserentlastung. Über den Grundablass können maximal 31 m³/s abgeleitet werden, über die Hochwasserentlastung maximal 250 m³/s. Das Bemessungshochwasser liegt bei 500 m³/s; die Wahrscheinlichkeit für das Auftreten dieses Ereignisses wurde mit einmal in 100 Jahren bestimmt.

## Stausee
Beim normalen Stauziel von 224 m (maximal 224,75 m bei Hochwasser) erstreckt sich der Stausee über eine Fläche von rund 2,62 km² und fasst 16,725 Mio. m³ Wasser – davon können 15,58 Mio. m³ genutzt werden. Das minimale Stauziel liegt bei 210 m.